# Banane giganti
Banane giganti è la versione italiana di Ta' og fuck af, canzone composta ed interpretata dal comico e cantante danese Anders "Anden" Matthesen (popolarissimo in patria) per il film d'animazione del 2004 Terkel in Trouble.
Il testo italiano è stato scritto da Faso e Antonello Governale, ed interpretato dallo stesso Faso.
È un singolo di Elio e le Storie Tese, pubblicato nel 2006, ma solo sul web. Peraltro la band si è nascosta, all'atto della pubblicazione del brano, dietro un misterioso pseudonimo: "I Los the Peparors".